# アメリカ合衆国軍の喫煙

OSSキャンプ、セイロン、1945年。

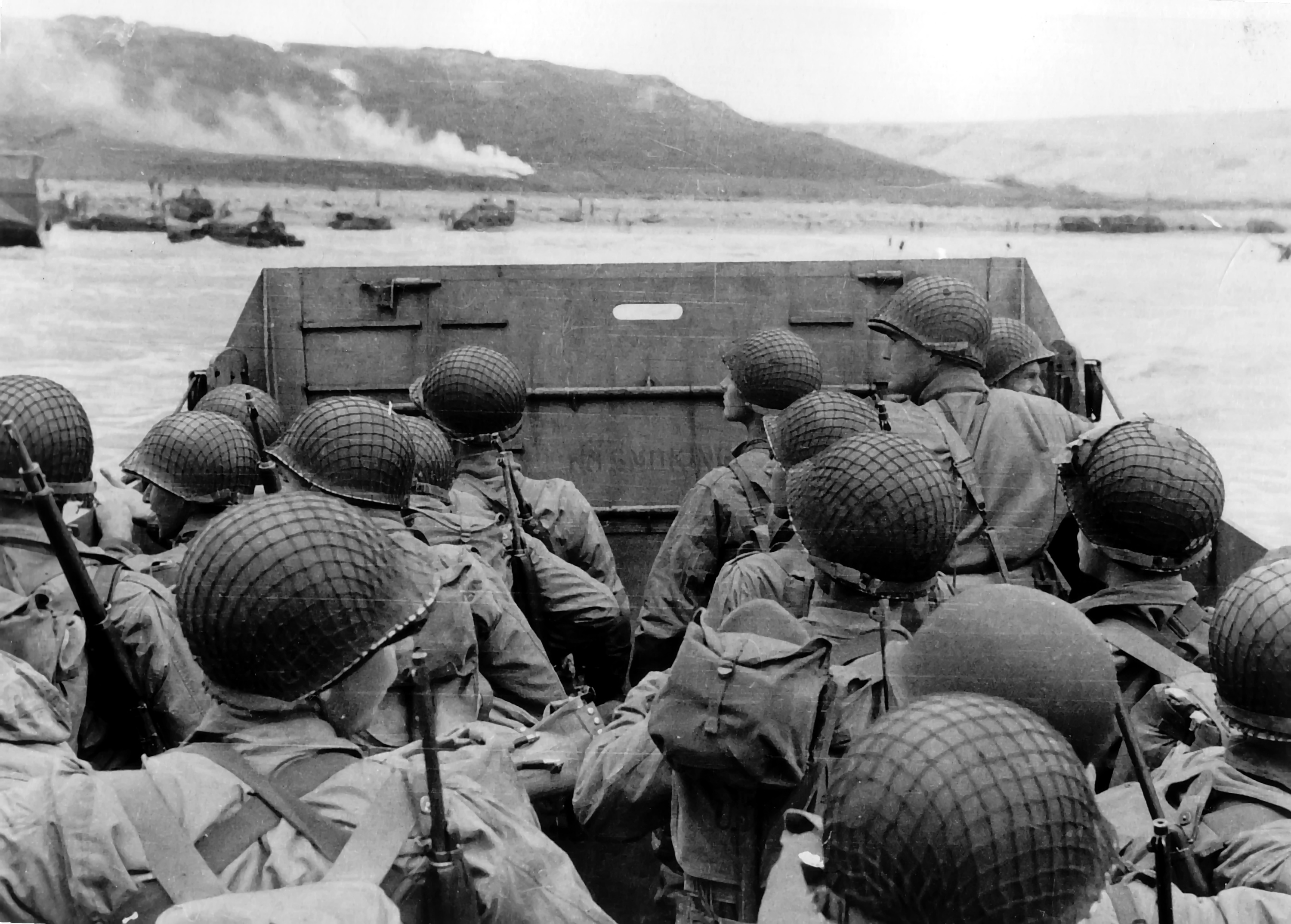
1944年6月6日 “D-デイ” のノルマンディー上陸作戦。傾斜板に “No Smoking” サイン。

アメリカ合衆国軍の喫煙（アメリカがっしゅうこくぐんのきつえん）は、これまでの戦争において見られるが、喫煙とアメリカ合衆国軍の身近な関係はタバコ会社が軍人への紙巻タバコの配給と最終的な食糧品（レーション）への紙巻タバコの同梱を通じて軍人をターゲットにするようになった第一次世界大戦に始まった。軍はタバコ規制率先の実行を試みているが、民間人の喫煙率低下にもかかわらず喫煙と軍人の関係は高い喫煙率のまま持続している。そのような高い喫煙率は、明白な健康リスクから軍備と訓練の損失にいたるまで、喫煙の影響に関する諸問題を引き起こしている。

## 1918年から1975年の米軍における喫煙

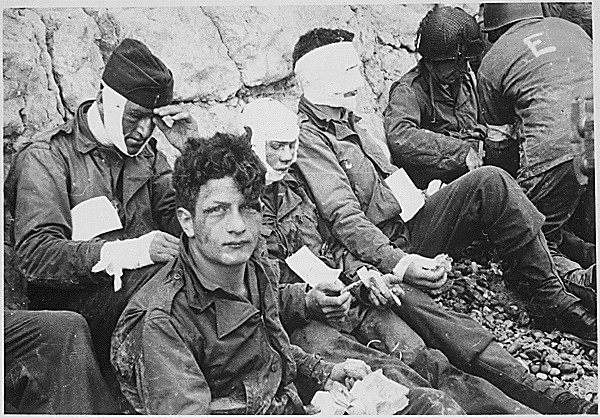
“D-デイ” のオマハ・ビーチの負傷兵。

1918年の第一次世界大戦への合衆国参入とともに、タバコ会社は紙巻タバコを全部隊の士気を上げ兵士が置かれている状況から心理的逃避をする手段として軍人をターゲットにして売り付け、合衆国軍の軍人の間で紙巻タバコの使用は劇的に増加した。 紙巻タバコは戦場の生活にとても調和したため、これらの快楽と安楽のシンボルは通貨の一形態として使用もされた。 既にこの当時の初期の反タバコ運動は紙巻タバコを肉体的・精神的危険と見なし、1918年までには、以前から反紙巻タバコ組織と軍は部隊に紙巻タバコを配給することへの反対運動の支援を開始していた。ニューヨーク・タイムズは紙巻タバコが “戦争の免れ得ない苦難を照らした” という声明によりこれらの反対運動への支援を情報収集し、他の報道機関は紙巻タバコを “最低で負傷兵の慰めでしかない” として描写した。 第二次世界大戦の勃発とともに、タバコ会社は無料の紙巻タバコを部隊に送り、兵士の食糧品への紙巻タバコの同梱を支援し、この戦時中の喫煙文化の促進を継続した。広告はまた紙巻タバコを送って兵士を支援することを帰還市民に奨励した。 1950年代において喫煙とタバコ使用による有害な健康影響の証拠が上がっていたにもかかわらず、軍は1975年まで食糧品に紙巻タバコを同梱し続けた。

## タバコ規制を率先する試み

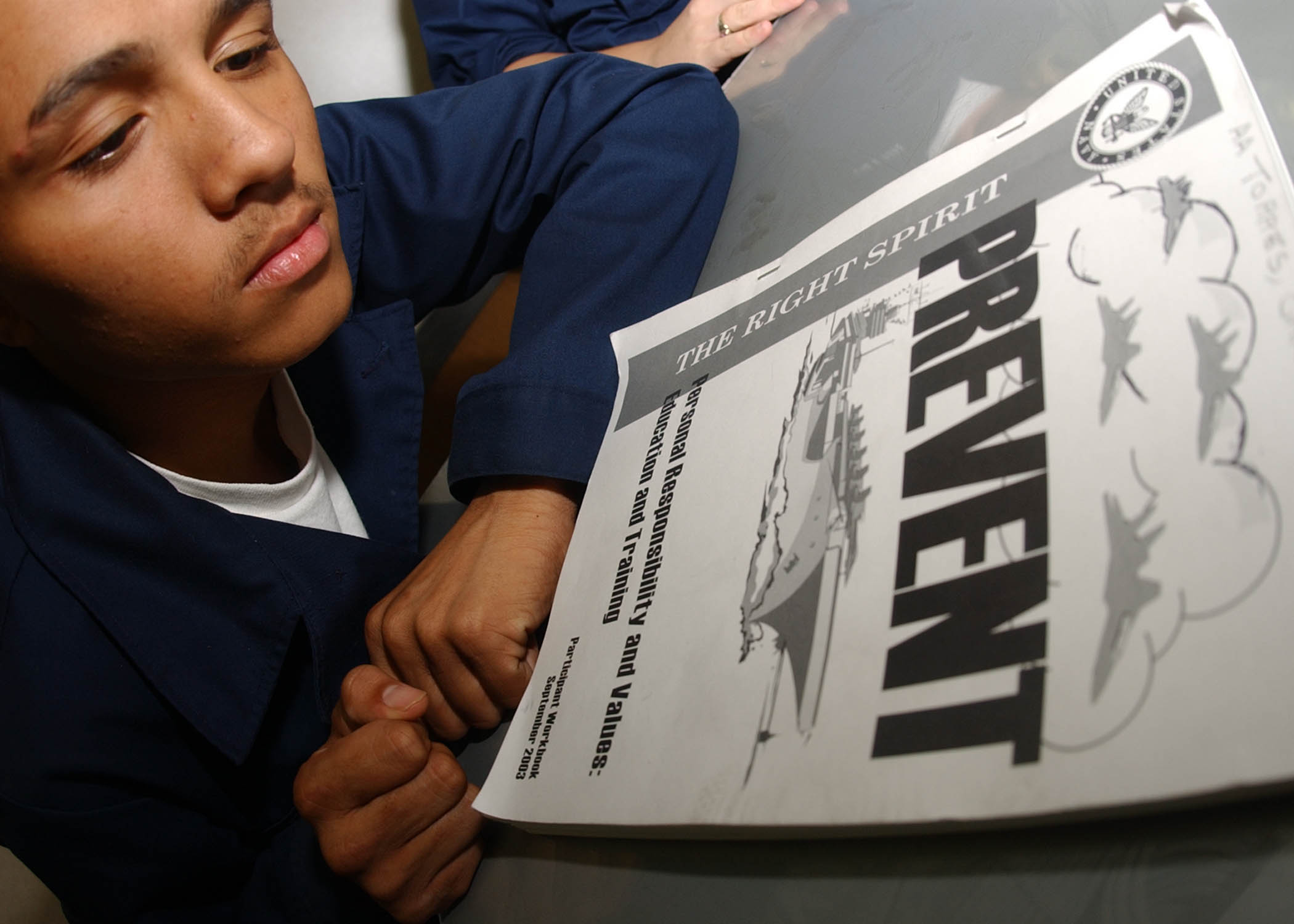
タバコ問題を含む “Prevent” コースの冊子（participant workbook 2003年9月）。

喫煙の健康リスクに関する科学的データと部隊における喫煙の影響に関する情報とともに、1975年、アメリカ合衆国国防総省はKレーションとCレーションへの紙巻タバコの同梱をやめた。1978年までに、国防総省は喫煙エリアと禁煙エリアの指定などの基礎的喫煙規制を実行した。 1985年に、国防総省は軍人の喫煙率（47%）が米国市民の喫煙率（30%）より著しく高いことを明らかにする研究を行い、喫煙は部隊において負の影響をもたらすと結論を下した。 その報告はまたタバコ関連のヘルスケアコストの見積もりを$20億9900万ほどの高さであると言及し、店舗からのタバコ製品排除、民間水準へのタバコ値上げ、喫煙をやめる教育的プログラムの実行など、軍の喫煙を抑制する見込みのある方法を勧告した。 1986年に、国防総省令1010.10は国防長官キャスパー・ワインバーガーにより発せられ、“強力な反喫煙作戦…全軍人の全階級である” と通達した。 それは喫煙と他にアルコール消費のような健康リスク行動に関する政策を設立した。その政策は基礎トレーニング中のタバコ使用を禁止し、指定禁煙エリア数を増加させ、ヘルスケアプロバイダーの勤務中の喫煙を禁止した。その政策の目標は全てのタバコ使用率を民間人の使用率以下に低減すること、全職員と現役勤務の使用率を1990年までに52%から25%に低減することである。 1992年に、国防物資配給局令40-13政策は物資配給所と交換所が特別に軍人に向けられたタバコ製造業者による販売促進に参加することを禁止し、物資配給所に紙巻タバコを奥で保管するよう命じた。1993年に、USSルーズベルトは初の禁煙海軍艦艇になった。1994までに、国防総省は勤務地の喫煙を禁止する指令1010.15を実行し、屋外喫煙エリアを指定し、新規隊員に向けた喫煙の健康影響に関する情報通達と喫煙者の禁煙促進をする教育プログラムの前身を創設した。1997年の行政命令13508は政府による所有・賃貸・リースの全ての屋内空間における喫煙を禁止したが、国防総省は省施設に対して禁止に3年の段階的導入を承認し最終的に2002年12月7日に禁止を実行した。 これらの試みにもかかわらず、1988年までに、喫煙率は42%に低減しただけであり、民間人の喫煙率を遥かに超過していた。
蔓延は1980年から1998年までに29.9%へ大幅に低減したが、それ以来増加し、依然増加が見られる。

### タバコ産業の反応

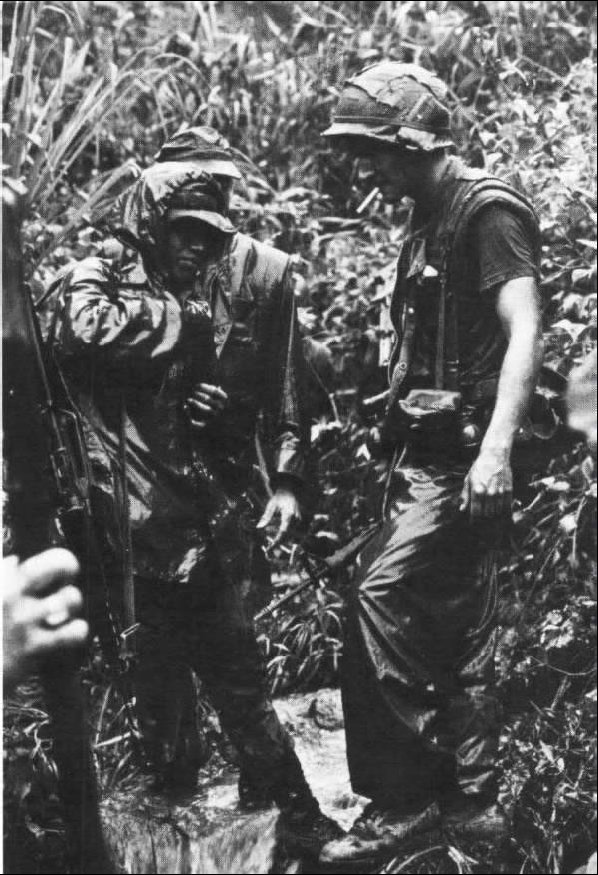
ベトナム戦争、1969年。

軍人の若い人口統計と新人に関連する喫煙開始による世界の軍事市場の好機に気が付いて、タバコ産業のロビー団体としての役割を持つタバコ協会とフィリップモリスは、これら新たなタバコ規制の率先を脅威として受け止め、政府の方針を上手く回避する戦略を考えた。タバコ産業がその軍事市場を守る他の動機は、軍人が軍を去るか引退すると、部隊勤務年間において発達した消費者製品選好が後に民間市場利益に移動することが予想されるという、認識されている現象であった。 1986年の指令1010.10の実行の後、タバコ協会とフィリップモリスは直ちに、政策に反対してタバコに好意的な政治家の援護を求めて動き始め、政策は軍の募集、維持、士気にネガティブインパクトを与えるであろうと例を挙げていた。さらに、政治家たちから国防長官ワインバーガーに送られた手紙は “個人の権利” と “各人の喫煙する権利” の侵害について言葉巧みに請願した。このような政治的ロビー活動は指令1010.10の実行の制限とさらなる延期に役立った 。
国防総省は戦争時に紙巻タバコを無料配布する慣例をやめたが、タバコ会社は湾岸戦争（1990年-1991年）の間に無料の紙巻タバコをサウジアラビアに駐留する兵士に配布するキャンペーンを開始し、しかしながら最終的に国防総省に拒絶されることになった。それにもかかわらず、フィリップモリスはその後ダイレクトメールを通した販売キャンペーンを開始し、配備された部隊へのトランプやカップ保温カバーのようなブランド化されたグッズ配達を含んだ販売促進を拡張した。甚だ不思議なことには、軍は実際のところサウジアラビアにおいて軍の店へ積荷を配送する際にタバコ会社を政府支出で援助した。他の物議が起きたのは、部隊に雑誌を送る民間事業Operation Desert Newsからの寄贈雑誌に、R.J.レイノルズが社名を表表紙に置き、キャメルの広告が裏表紙に掲載されていることが発見された時である。広告を原因とする国防総省による最初の拒絶にもかかわらず、R.J.レイノルズと政治家からの継続的圧力は、軍人に向けられたタバコブランドの販売促進を禁止する軍事政策をないがしろにし、その雑誌が広告とともに政府支出で配達されるようにした。 加えて、フィリップモリスは "Marlboro holiday voice card" プログラムの開始により会社の好感を発展させるという目標とともに、マールボロブランドの販売促進に集中した。 10か所の軍事基地に留まり、フィリップモリスはグリーティングカードに入れられたチップ上にメッセージを記録することを目的に、駐留軍人の家族を招待し、後で駐留軍人がこのようなメッセージの記録を公に再生できるようにした。軍人に向けられたタバコのブランドによるプログラムに関する国防総省の政策に違反しているにもかかわらず、フィリップモリスは、アメリカ国防兵站局、士気・福祉・レクリエーション施設本部、基地の司令官から、プログラムを実施するための許可を受けた。さらに、軍隊が1991年の戦いから撤退した後、タバコ会社は広範囲にわたるブランドの販売促進を特色とする帰国軍隊のための “Welcome Home” イベントのスポンサーを務めた。 国防総省は軍人のタバコ使用を削減する政策を規定したが、軍の喫煙の文化的要因だけでなくタバコ会社の巧妙な努力がタバコ販売促進と軍人の喫煙削減という混ぜこぜのメッセージを作り上げたのである。

## 現代の米軍における喫煙

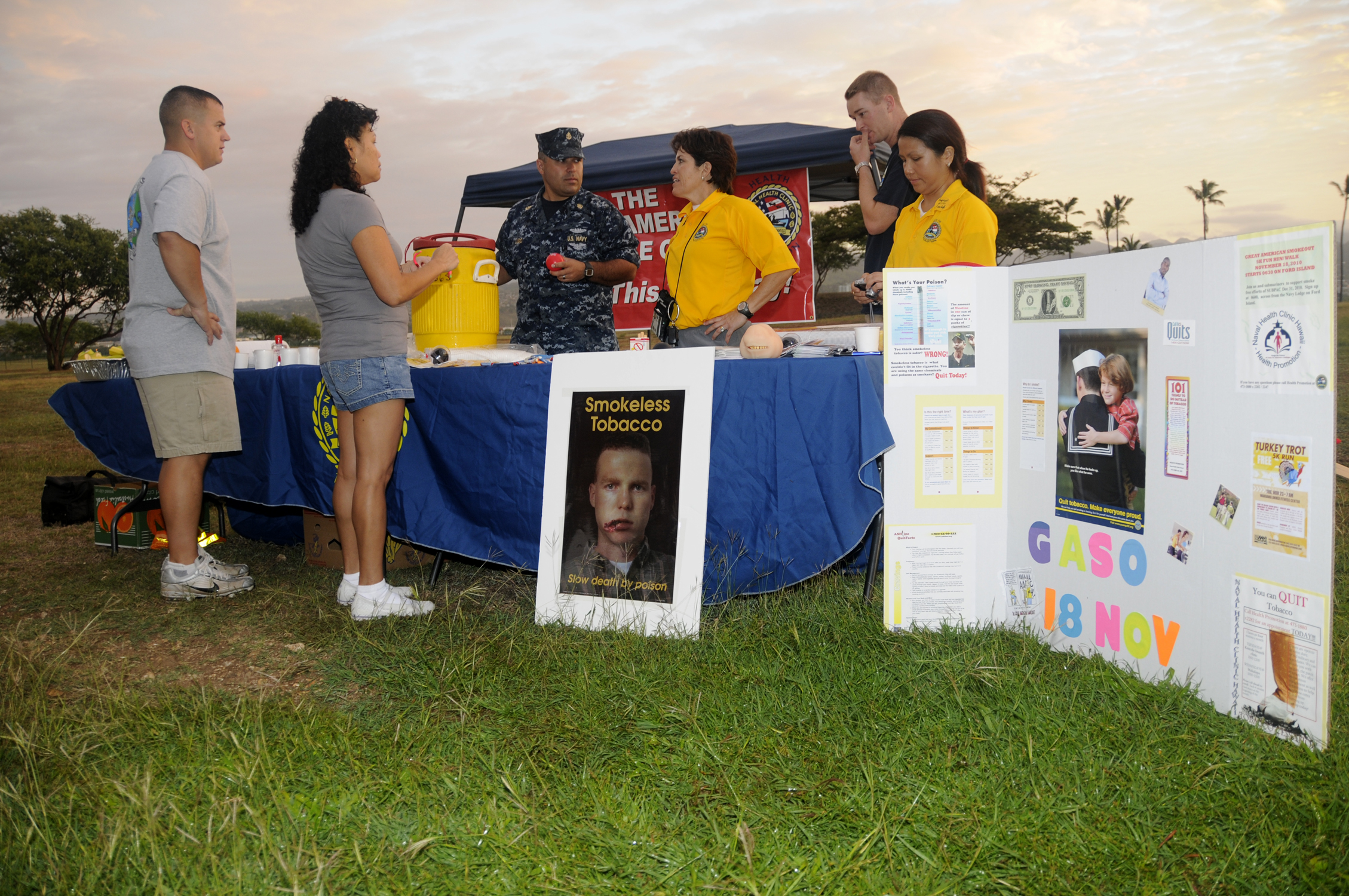
海軍ヘルスクリニック、ハワイ、2010年。

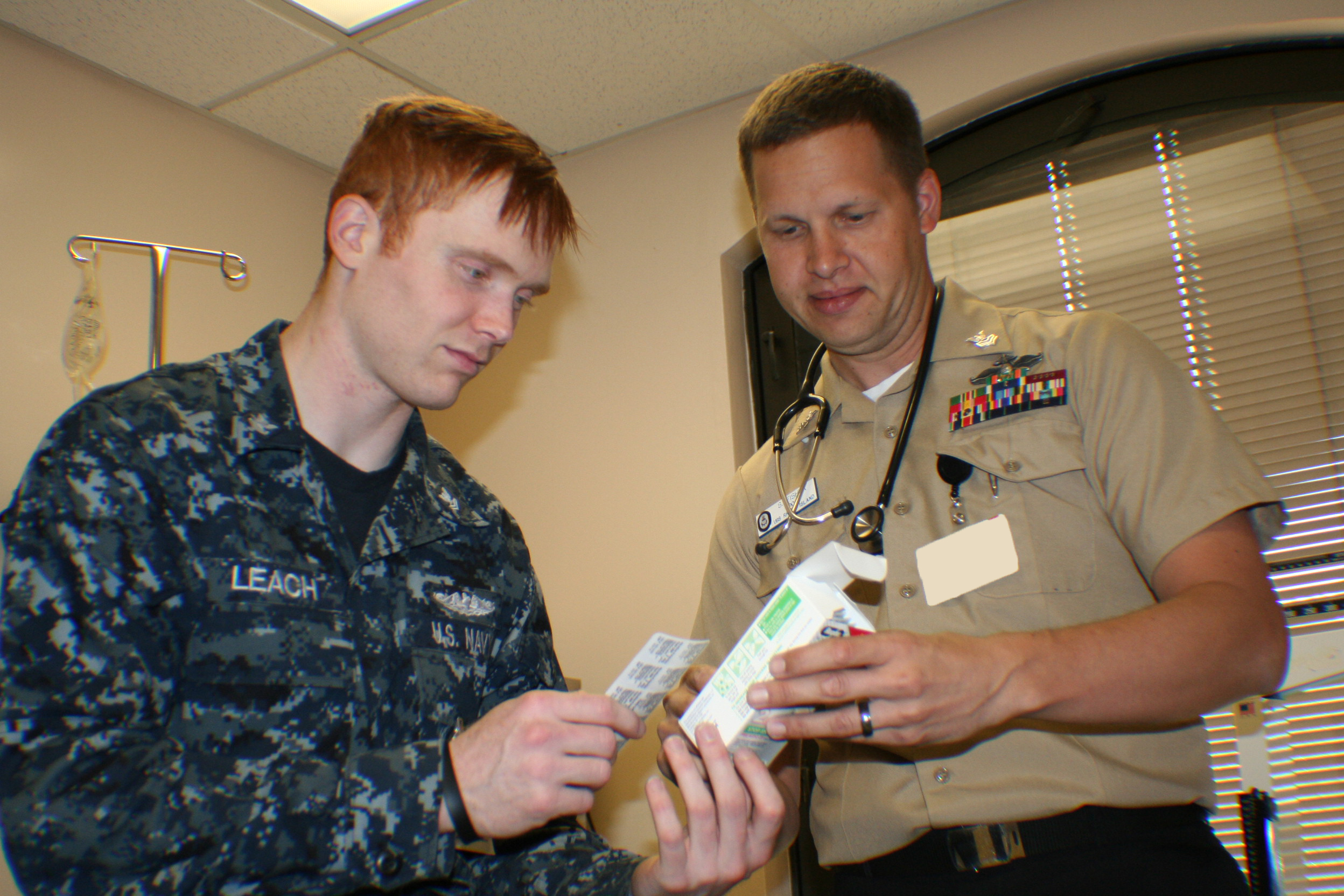
キングスベイ海軍潜水艦基地メディカルクリニック、2010年。

2005年に、軍人の喫煙率は32.2%となり、対して民間人の喫煙率は21%である。その比較的高い喫煙率は軍のある側面が喫煙を助長していることを示唆している。これらの要因は、同僚からの影響、戦闘のストレス、退屈感、廉価タバコ製品への容易な接近などである  。タバコ使用の増加につながる可能性のある他の要因は、直接戦闘との距離である。ある研究は、非喫煙者の間で、後方配置軍人の1.3%に喫煙開始が見られ、実戦配置されている軍人の2.3%に見られることを発見した。過去に喫煙していた者の間で喫煙の再開は、実戦経験のない軍人の28.7%、経験ありの軍人の39.4%に発生し、喫煙は前者で44%、後者で57%増加した。 イラクとアフガニスタンの駐留米軍は他の米軍の2倍の喫煙が報告されている。 軍を去った後でさえ、多数の退役兵は喫煙を続け、2003年から2007年の間の退役兵の喫煙分布率は27%であるという報告があり、軍の喫煙は一生涯の紙巻タバコ消費の増加と強く連結している。このような喫煙の高水準は国防総省に甚大な損害を発生させている。米軍ヘルスケアシステムの受給者における喫煙のコストは年間$9億以上であるという見積もりが1995年に算出され、直接的ヘルスケアコストが$5億8400万、現役職員の生産性損失が$3億4600万であった。 軍の死亡者の13%を占める自殺もまた喫煙と結びつき、軍の男性の自殺のリスクは日々喫煙される紙巻タバコの本数ごとに著しく増加することが判明している。 喫煙はまた、喫煙者は訓練終了前の除隊可能性が高まるため、訓練コストに悪影響を及ぼし、米空軍にとって年間$1800万の超過訓練コストになり、軍の全部門で年間$1億3000万以上になる。
国防総省は2010年末までにタバコ使用率を12%に引き下げることを望んだ。目標を成し遂げるために、ペンタゴンのヘルスエキスパートは国防長官ロバート・ゲーツに軍によるタバコ使用の禁止と軍施設でのタバコ販売打ち切りを訴え始めた。海軍は潜水艦での喫煙の禁止を2010年末までに実行し、1994年に課せられた屋内禁煙の不相応な抜け道のひとつを浮き彫りにした。タバコ会社の粘り強さと軍内の喫煙文化の普及度によって、国防総省は政策のためのより強力でより明示的な実行命令と、軍の喫煙率を真に抑制するためのより厳格な執行を要求し得る状況にある。